# Kabinettschrank

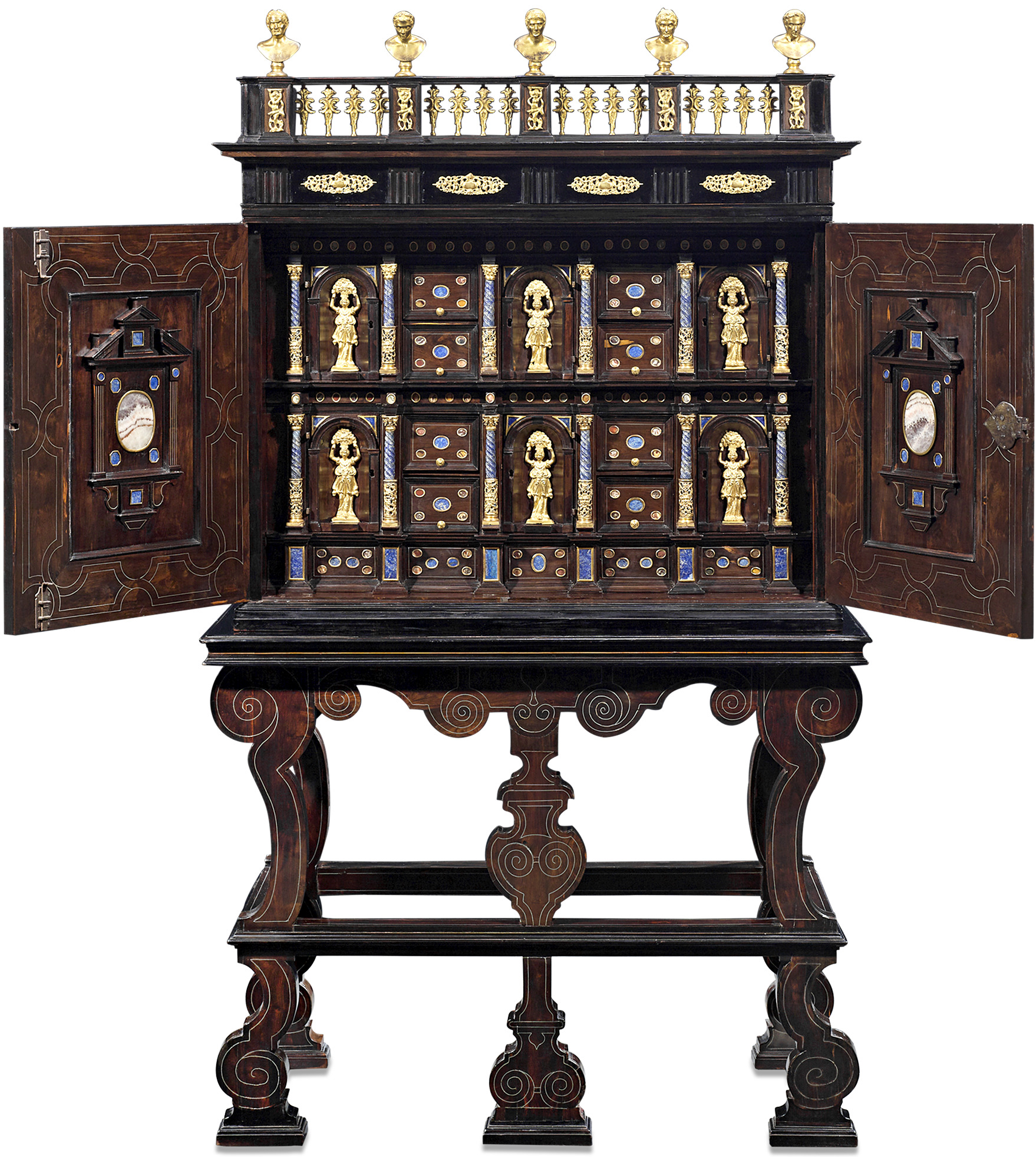
Barocker Kabinettschrank, Italien, etwa 1635

Ein Kabinettschrank oder Kunstschrank ist ein repräsentativer Schrank, der der Aufbewahrung wertvoller Sammlungsobjekte diente, oft als Teil einer namensgebenden Kunstkammer oder eines Kuriositätenkabinetts.
Kabinettschränke sind verwandt mit Schreibmöbeln, die als Sekretär bezeichnet werden; so hatten viele Kabinettschränke auch eine ausziehbare Schreibplatte. Manche Kabinettschränke enthalten auch Musikautomaten.

## Entwicklung

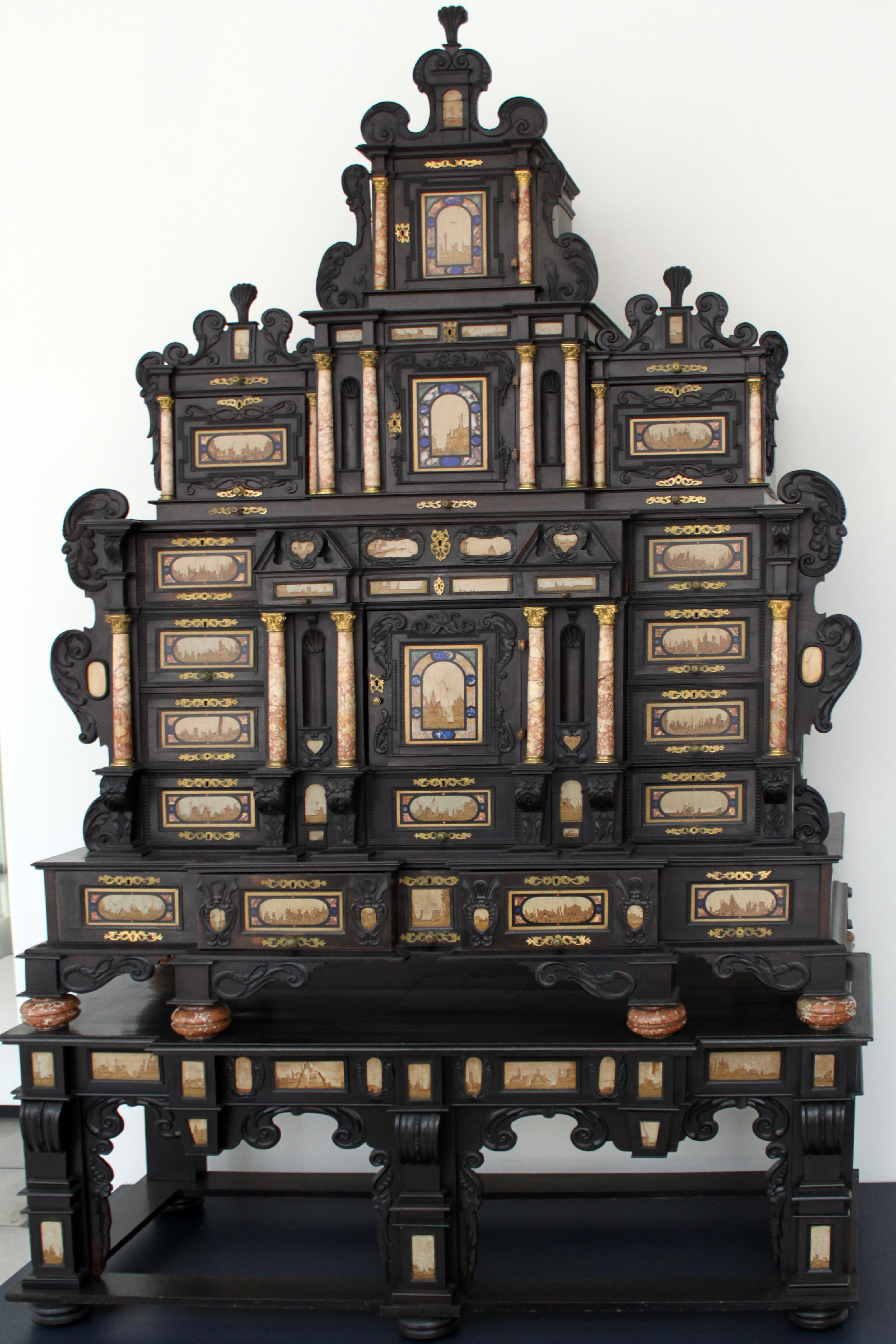
Kabinettschrank, Augsburg 1660 (Germanisches Nationalmuseum)

Kabinettschränke entstanden wohl aus der maurischen Tischlerei Spaniens. Ab 1500 gab es Truhen mit einer Vielzahl von Schubladen („Cofre de Valencia“), woraus sich ein Kasten mit Schubladen und einer ausklappbaren Schreibplatte entwickelte („escritorio“). Durch die Habsburger gelangten diese Tischlerarbeiten in den deutschsprachigen Raum. Schränke mit Schreibfunktion wurden in Augsburg und Nürnberg zur Exportware und auch als „Schreibtisch“ bezeichnet. Zum Schutz der heimischen Handwerksbetriebe verbot Philipp III. von Spanien 1603 die Einfuhr Nürnberger Schränke; zur selben Zeit ist in Frankreich der Begriff „cabinets d’Allemagne“ nachweisbar. Sogar in Japan wurden Möbel nach deutschem Vorbild hergestellt. Besonders im Manierismus kam beim Adel die Nutzung als Teil einer Wunderkammer in Mode. So wurde die Tribuna der Uffizien 1568 mit einem zentralen achteckigen Schrank ausgestattet (Entwurf: Bernardo Buontalenti, nicht erhalten). Als Material wurde Ebenholz bevorzugt, weshalb die Kunsttischler dieser Zeit auch Ebenisten genannt wurden. Im 17. Jahrhundert wurden die Schränke größer und ihre Ausstattung mit Miniaturen, Beschlägen, Einlegearbeiten aus verschiedenen Hölzern, Pietra-Dura und Schildpatt sowie Lackarbeiten wurde immer prächtiger.

## Beispiele und Gattungen

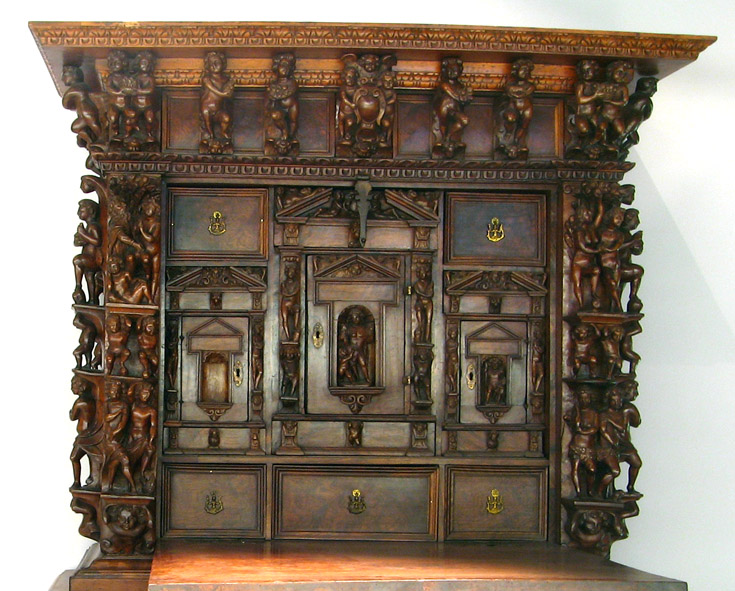
stipo a bambocci (Castello Sforzesco, Mailand)
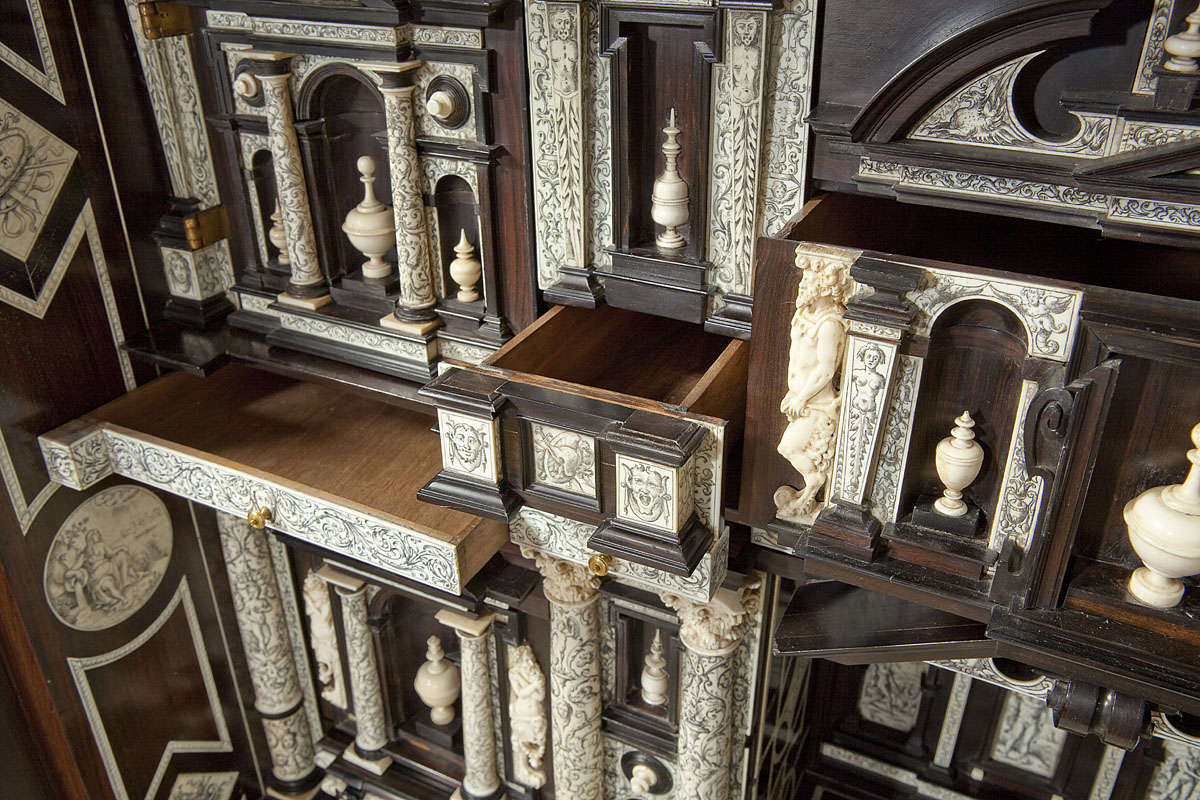
Kabinettschrank (Detail), Neapel 1660, Museum für Kunst & Gewerbe Hamburg

Der Begriff stipo a bambocci bezeichnet einen Typ von Kabinettschränken der Renaissance in Oberitalien, dessen Front mit einer Platte verschließbar und der mit kleinen pummeligen Figuren verziert ist.
Aus dem deutschsprachigen Raum sind besonders die Augsburger Kunstschränke aus dem 16./17. Jahrhundert zu nennen. Diese sind häufig reich verzierte, bis zu eineinhalb Meter hohe Möbel, die oft auf einem Tisch aufgestellt wurden. Die architektonisch anmutende Dekoration aus Säulchen und Nischen verbirgt Schubladen und Fächer. Hergestellt wurden die Schränke oft aus vielen unterschiedlichen Materialien. Aufbewahrt wurden Kunstgegenstände und Kleinode (die dann auch als „Kabinettstück“ bezeichnet wurden), Geräte und Werkzeug, aber auch Utensilien zur Körperpflege. Die Augsburger Kunstschränke wurden von dem Augsburger Kaufmann und Kunsthändler Philipp Hainhofer entwickelt, der Gruppen von Künstlern und Handwerkern mit der Herstellung beauftragte und mit ihnen handelte. Das bekannteste Beispiel eines Augsburger Kunstschranks war der Pommersche Kunstschrank.

## In der Kunst
Innerhalb der Gattung des Stilllebens waren Wunderkammern im 17. Jahrhundert ein verbreitetes Sujet; auf den Gemälden sind oft auch Kabinettschränke zu sehen. Eine Sonderstellung nimmt das Historiengemälde Die Übergabe des Pommerschen Kunstschranks an Herzog Philipp II von Pommern von Anton Mozart ein.

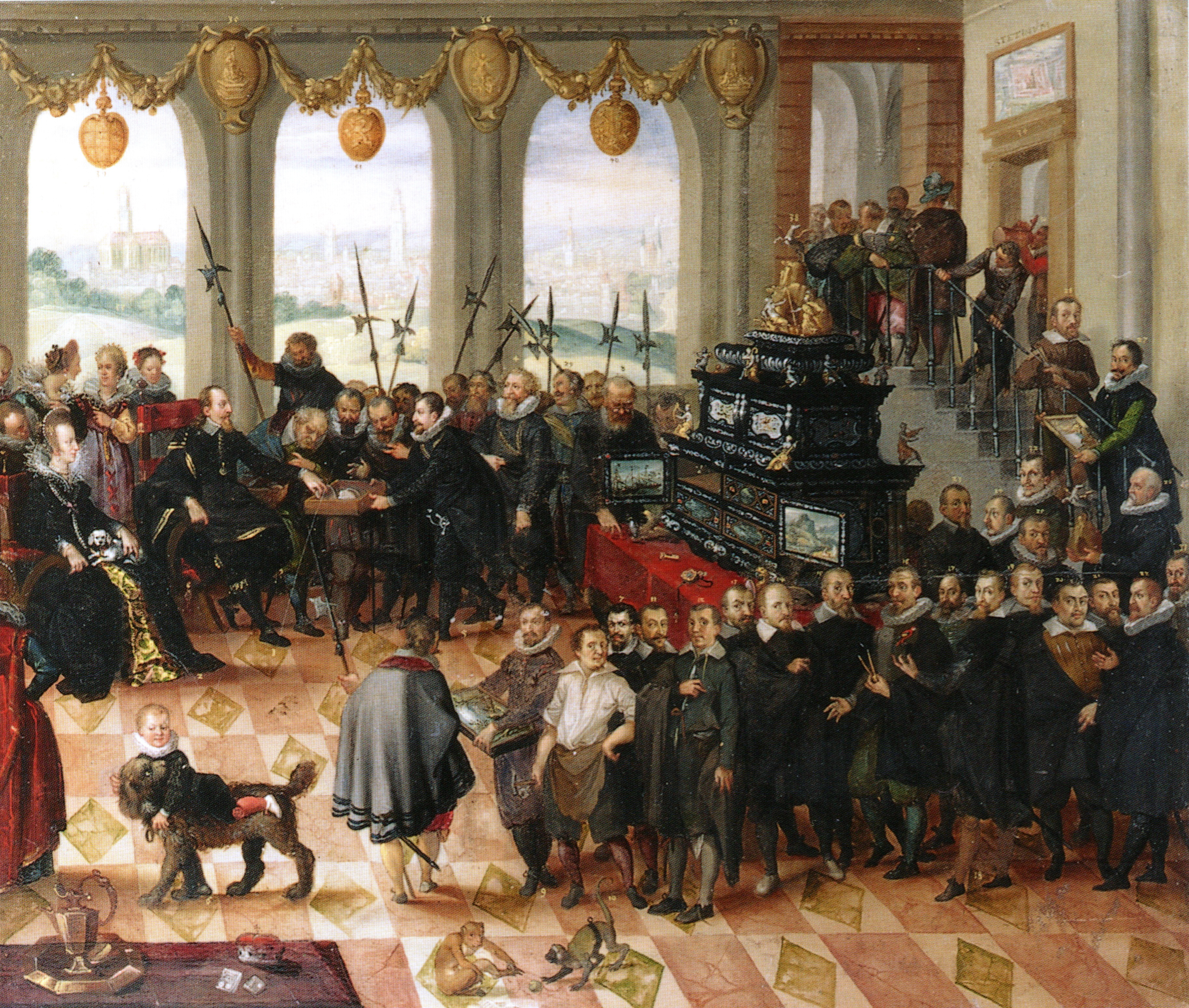
Anton Mozart: Die Übergabe des Pommerschen Kunstschranks, 1617, Kunstgewerbemuseum Berlin
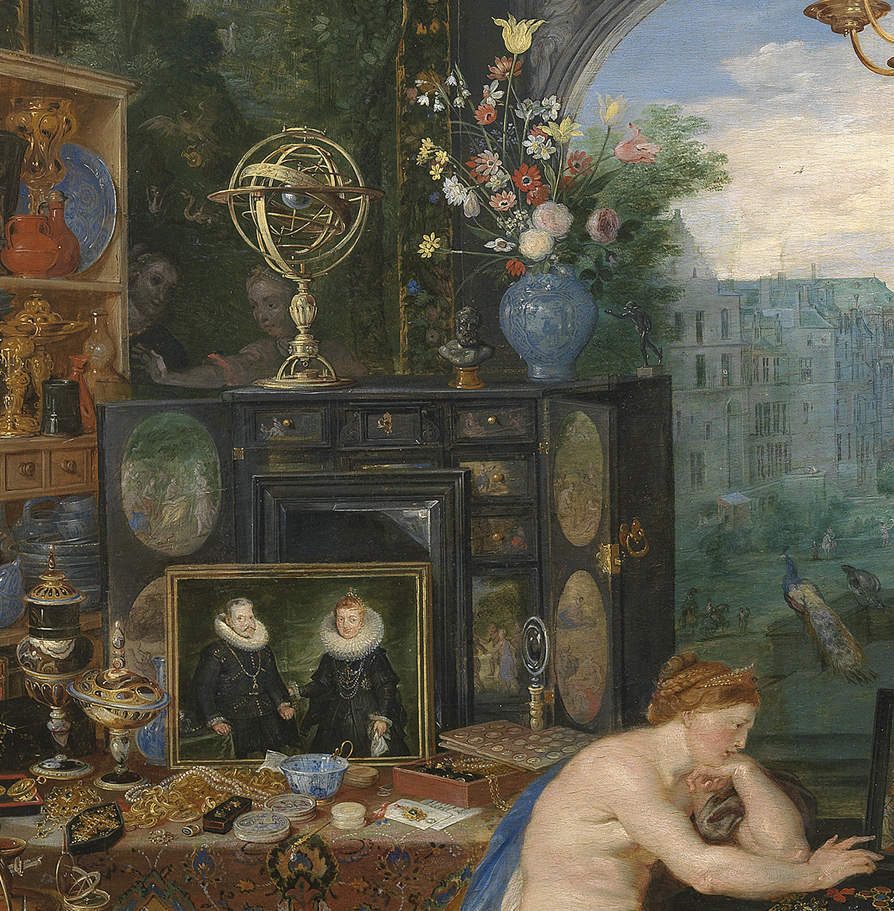
Jan Brueghel der Ältere und Peter Paul Rubens: Sehen, 1617, Prado (Ausschnitt).
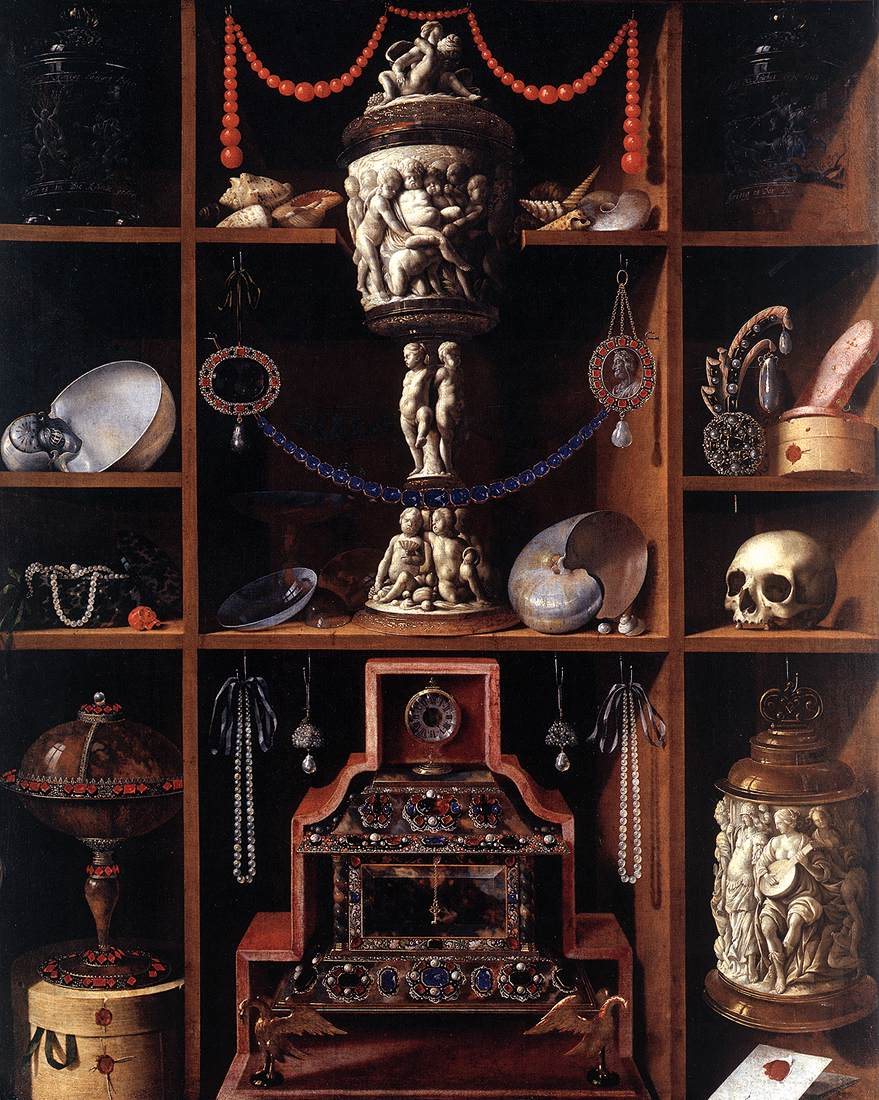
Georg Hinz: Kuriositätenkabinett, 1666, Hamburger Kunsthalle
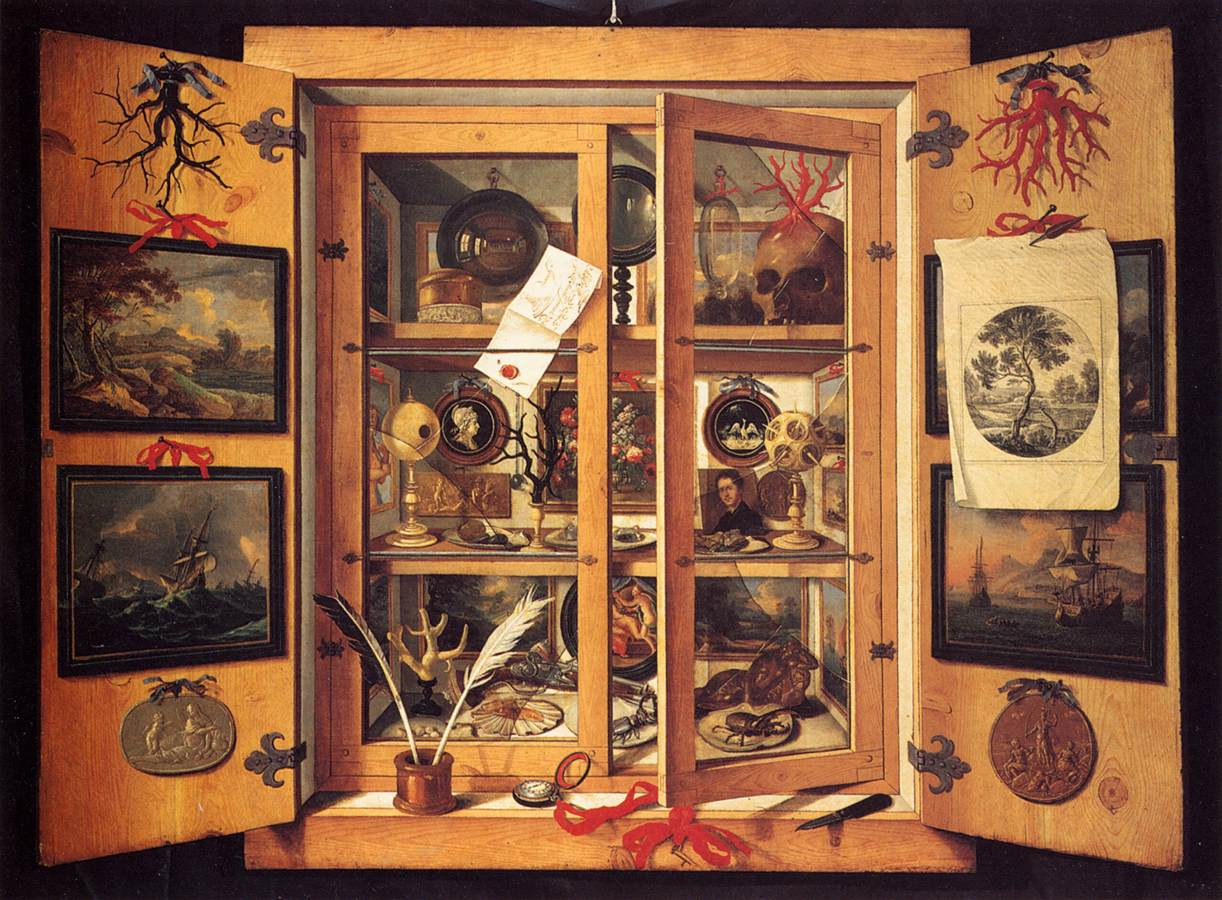
Domenico Remps: Kuriositätenkabinett, nach 1690, Opificio delle Pietre Dure, Florenz
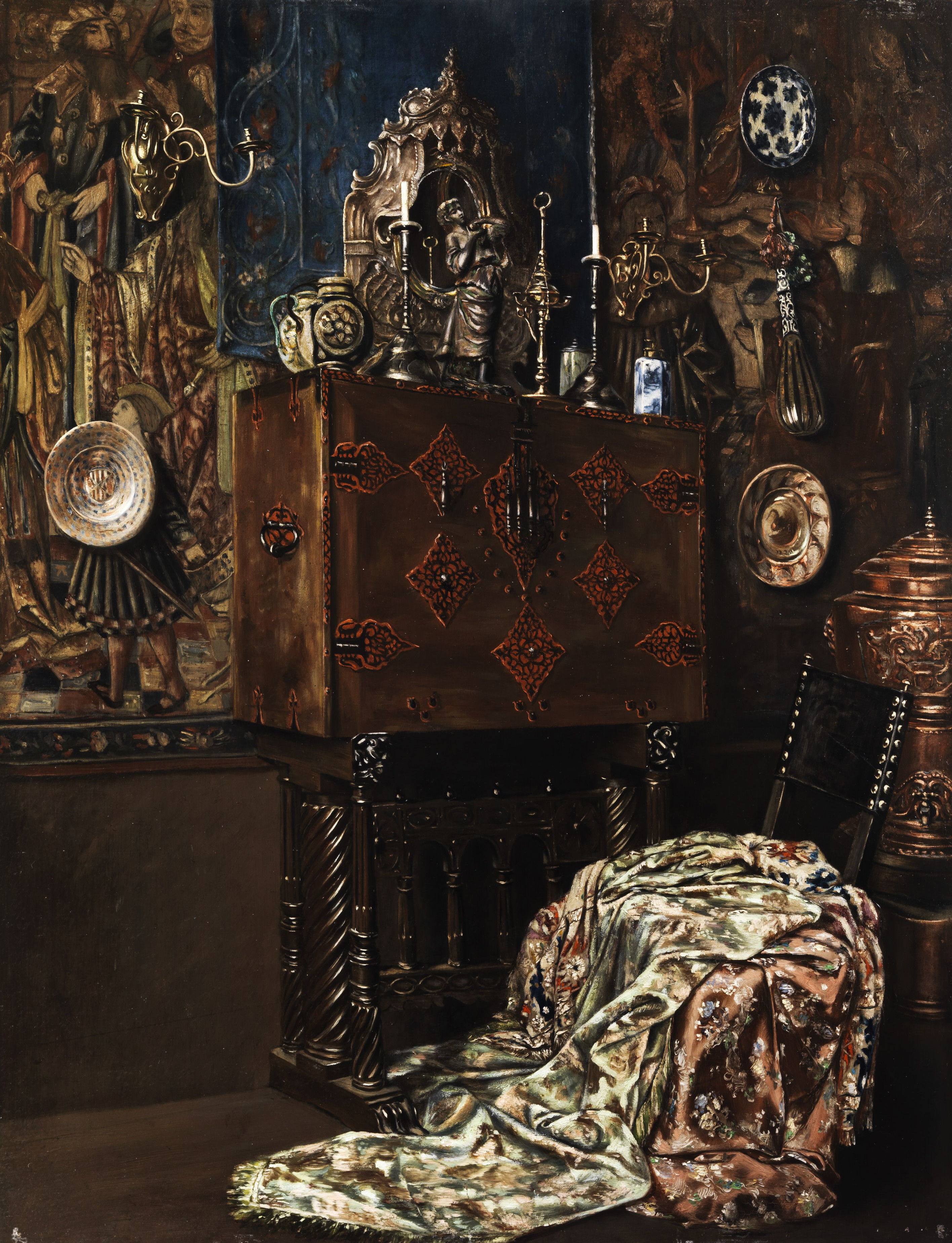
Interieur einer Kunstkammer, unbekannter Künstler, 19. Jahrhundert

## Galerie

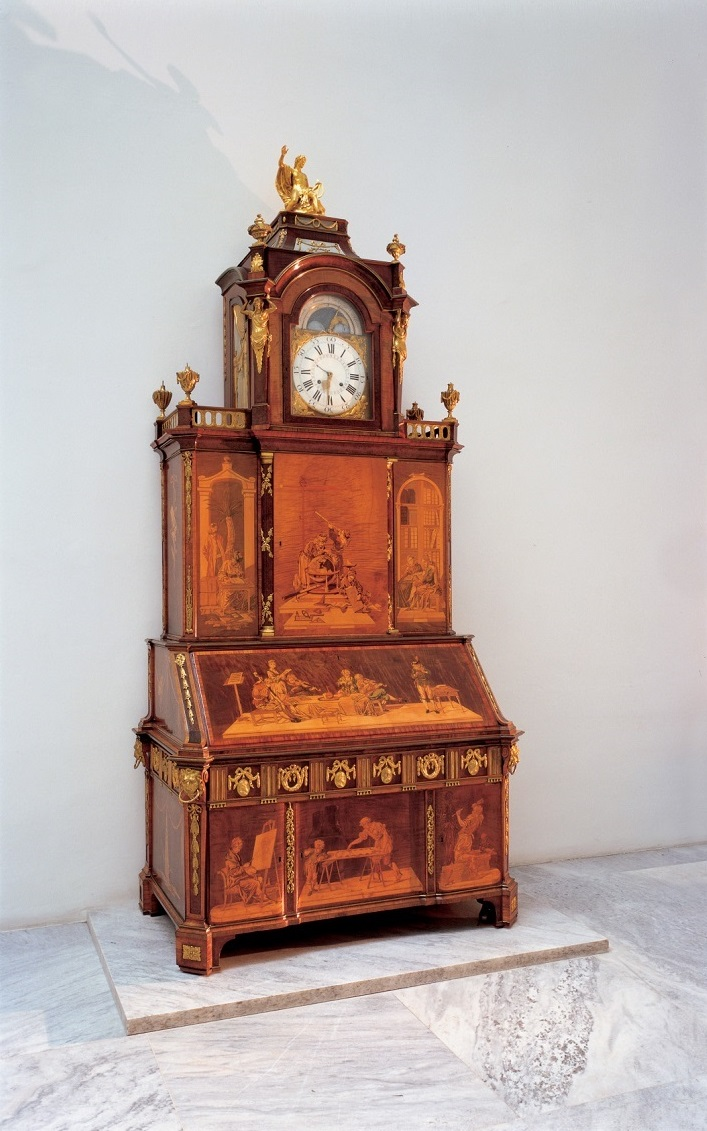
1)
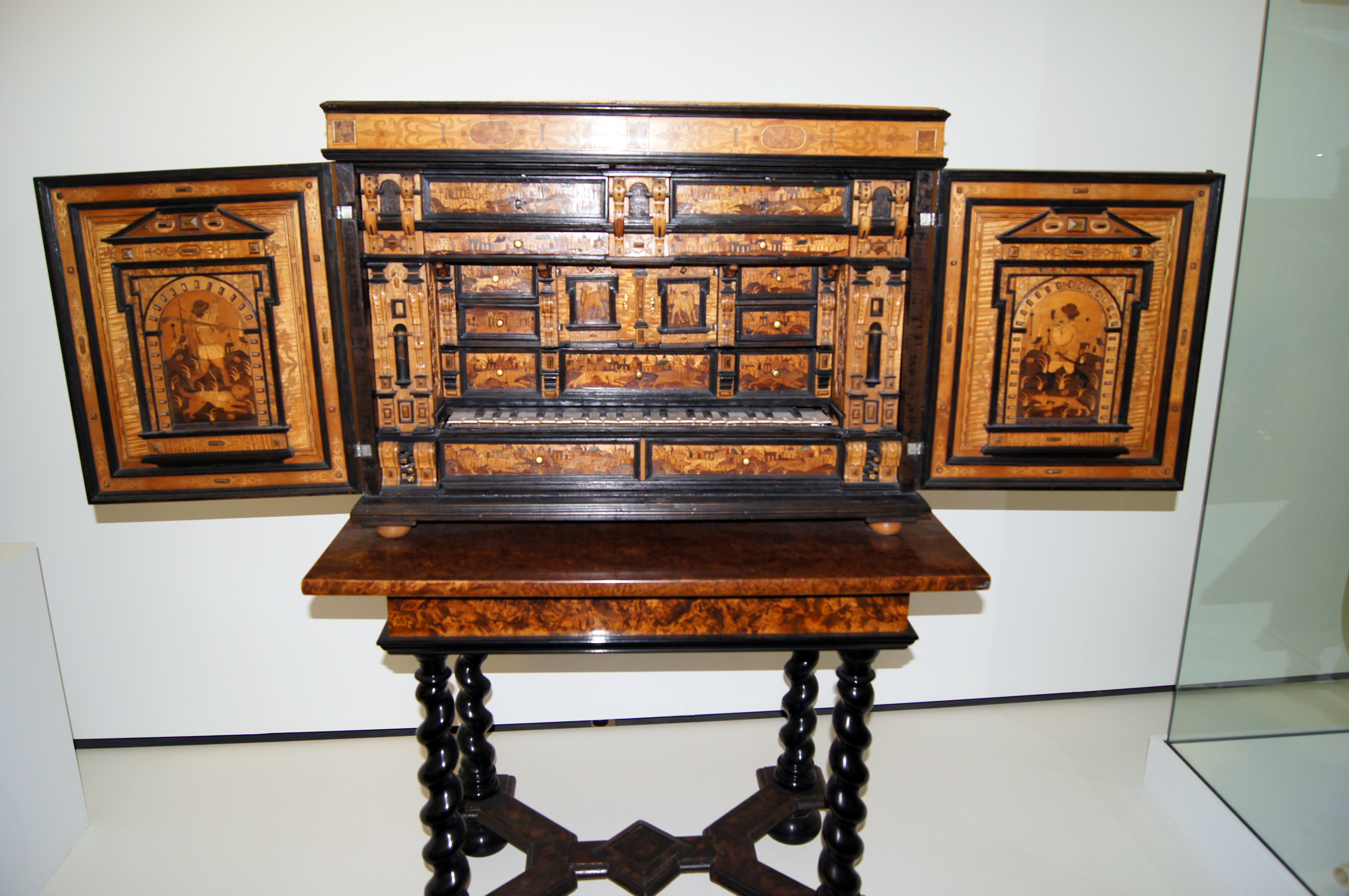
2)
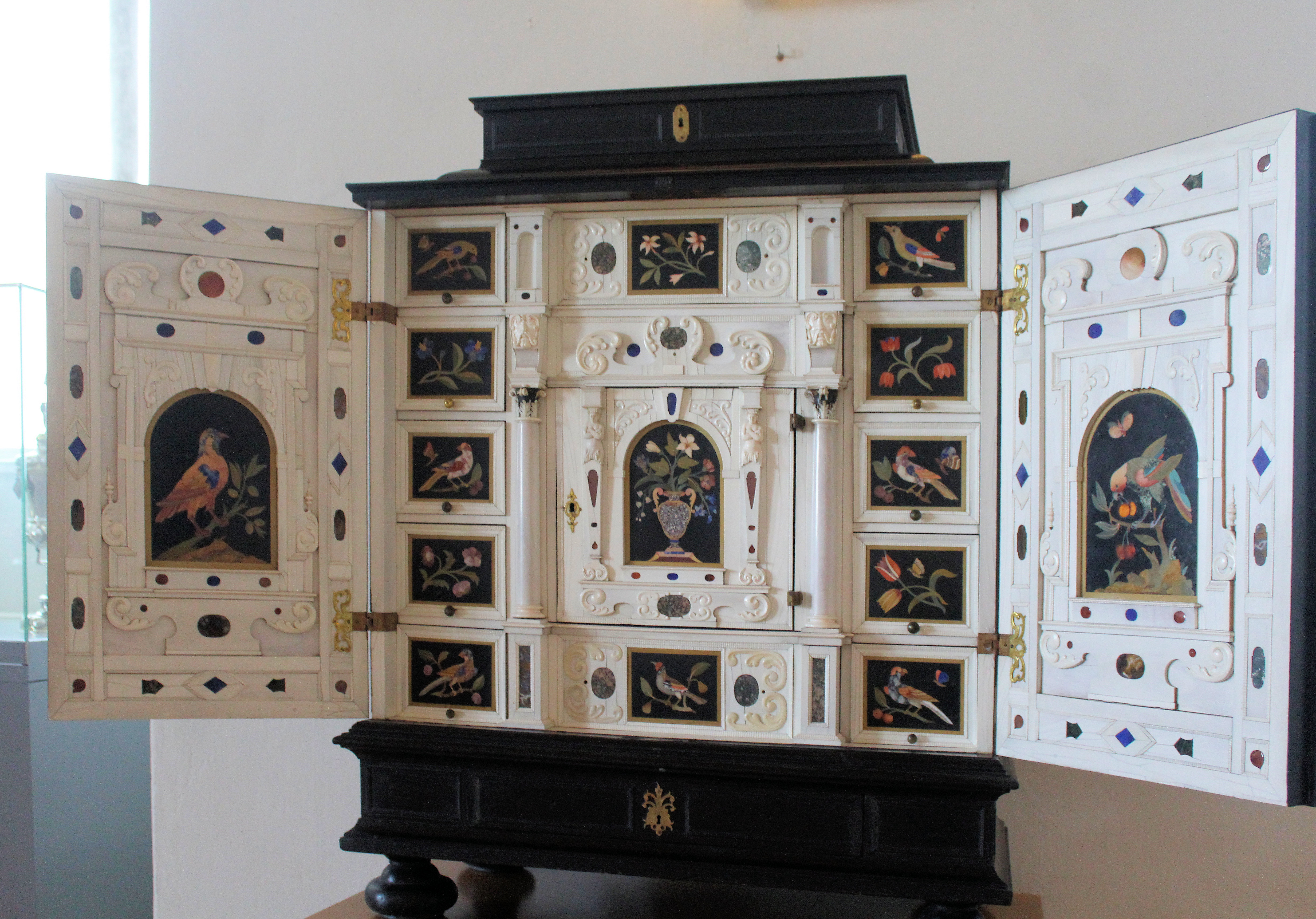
3)
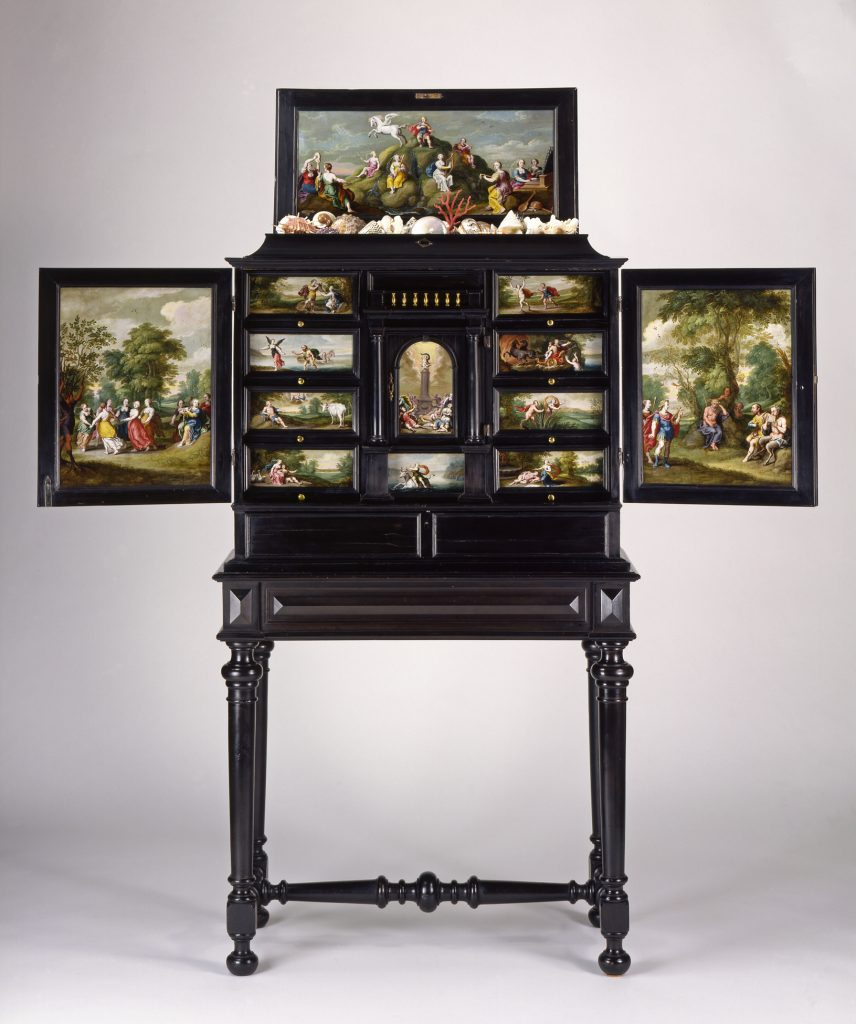
4)
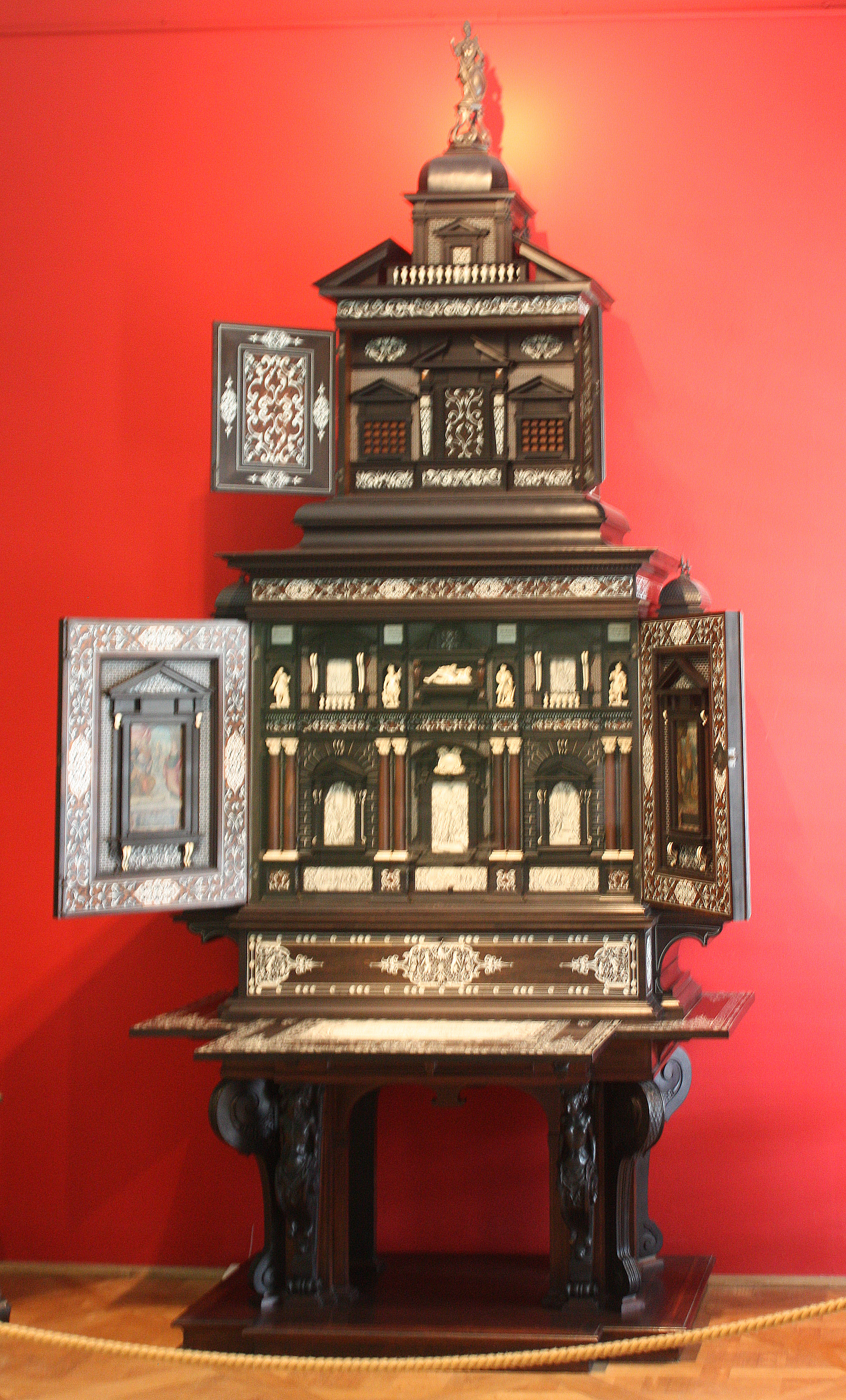
5)
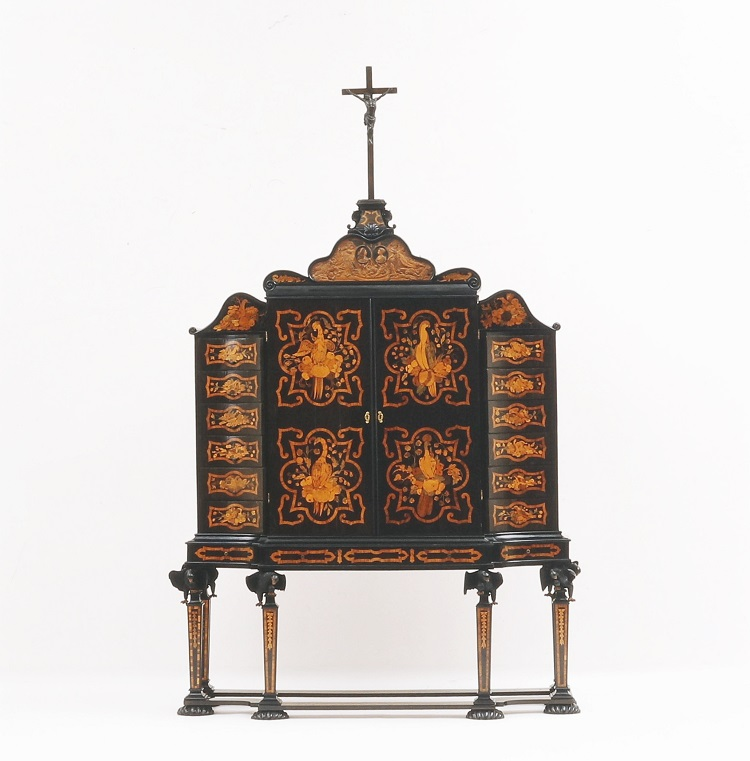
6)

1. ) Kunst- und Kabinettschrank mit Musikautomat, Entwurf David Roentgen, Neuwied am Rhein 1776, Museum für Angewandte Kunst, Wien[5]
2. ) Kabinettschrank mit Orgelwerk, Tirol um 1590 (Fruchtkasten, Stuttgart)
3. ) Kabinett- und Stollenschrank, 1659 (Schloss Güstrow)
4. ) Kabinettschrank mit Ebenholzfurnier und Spiegelglas, Entwurf Simon Floquet, zwischen 1630 und 1635, North Carolina Museum of Art
5. ) Kunstschrank des Kurfürsten Johann Georg I. mit herausziehbarem Spinett, Dresden 1615,  Entwurf Hans Schifferstein, Staatliche Kunstsammlungen Dresden[6]
6. ) Kabinettschrank, Entwurf Hans Niklas Haberstumpf, Eger 1723, Museum für Angewandte Kunst, Wien